# Tadeusz Dominik (mykolog)
Tadeusz Dominik (ur. 7 listopada 1909 we Włocławku, zm. 7 listopada 1980 w Szczecinie) – polski profesor nauk przyrodniczych w zakresie fitopatologii i mykologii, nauczyciel akademicki

## Życiorys
Tadeusz Dominik studiował biologię na Uniwersytecie Poznańskim (1928-1932), a później leśnictwo na tej samej uczelni (1937-1939). W 1936 obronił pracę doktorską w zakresie botaniki na podstawie rozprawy  Badania nad mykorhizą niektórych obcych drzew iglastych aklimatyzowanych w Polsce (promotor: prof. Adam Wodziczko). W czasie II wojny światowej był leśniczym. Po wojnie pracował w Katedrze Botaniki Uniwersytetu Poznańskiego (1947-1949). W 1949 został kierownikiem Katedry Fitopatologii i Mykologii Uniwersytetu Wrocławskiego. W 1951 habilitował się na Wydziale Rolniczym Uniwersytetu i Politechniki we Wrocławiu na podstawie rozprawy Badanie mykotrofizmu dzikich grusz na terenie Polski z uwzględnieniem warunków bioekologicznych, ale habilitacja nie została zatwierdzona przez Centralną Komisję z przyczyn politycznych. W 1954 pracował w Instytucie Leśnictwa w Kuźni Nieborowskiej, kierując nowo utworzonym Zakładem Mikrobiologii Leśnej. W 1957 Zakład ten został przeniesiony do Szczecina i zamieniony w Katedrę Ochrony Roślin w tamtejszej Wyższej Szkole Rolniczej. W 1955 został profesorem nadzwyczajnym, a w 1961 – profesorem zwyczajnym. Przeszedł na emeryturę w 1980.
Opublikował około 200 prac naukowych, dotyczących głównie mykoryzy, grzybów glebowych i fitopatologii, a także pięciu podręczników dydaktycznych dotyczących patologii roślin.
Profesor Tadeusz Dominik został pochowany na Cmentarzu Centralnym w Szczecinie (kw. 18A/2/1)

## Wybrane publikacje[5]
- Patologia roślin. Wrocław 1949, 274 ss.
- Patologia ogólna roślin. PZWS Wrocław 1951, 225 ss.
- Podstawy mykologii. PWN, Wrocław 1951, 370 ss.
- Huby. Warszawa 1958, 157 ss.
- Patologia ogólna roślin. Ogólny zarys. WSR Szczecin 1957, 159 ss.
- Patologia ogólna roślin. WSR Szczecin 1967, 1968, 125 ss., 2 wyd. 171 ss.

## Odznaczenia i nagrody[3]
- Medal 10-lecia Polski Ludowej
- Medal 30-lecia Polski Ludowej
- Złota Odznaka „Gryf Pomorski” (1960)
- Odznaka 1000-lecia Państwa Polskiego
- Krzyż Oficerski Orderu Odrodzenia Polski
- tytuł „Zasłużony Nauczyciel PRL” (1979)

## Upamiętnienie
- Jego imieniem nazwano rezerwat przyrody Bukowe Zdroje w Puszczy Bukowej[5].
- Pamięć Profesora uczczono wmurowaniem tablicy pamiątkowej w gmachu przy ulicy Juliusza Słowackiego 17, w którym pracował[4].
- Jedną z sal wykładowych Uczelni przy ulicy Juliusza Słowackiego 17 nazwano Jego imieniem[4].